# Шатонеф д'Ил ет Вилен
Шатонеф д'Ил ет Вилен (фр. Châteauneuf-d'Ille-et-Vilaine) насеље је и општина у северозападној Француској у региону Бретања, у департману Ил и Вилен која припада префектури Сен Мало.
По подацима из 2011. године у општини је живело 1319 становника, а густина насељености је износила 955,8 становника/km². Општина се простире на површини од 1,38 km². Налази се на средњој надморској висини од 12 метара (максималној 43 m, а минималној 2 m).

## Демографија
| 1962. | 1968. | 1975. | 1982. | 1990. | 1999. | 2011. |
| ----- | ----- | ----- | ----- | ----- | ----- | ----- |
| 653   | 662   | 685   | 806   | 813   | 912   | 1.319 |

График промене броја становника у току последњих година